# Casacalenda

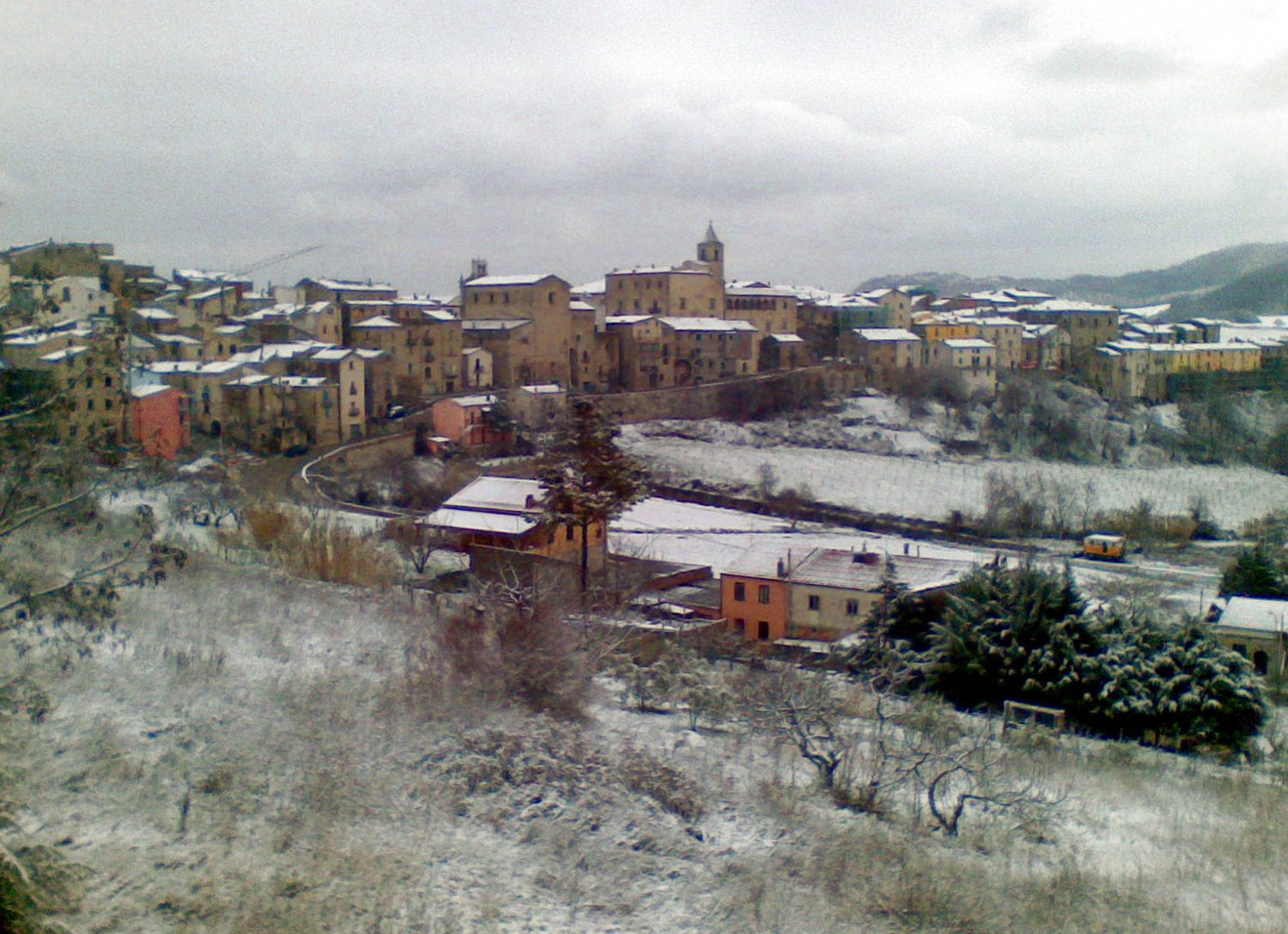
Casacalenda im Winter

Casacalenda ist eine italienische Gemeinde (comune) mit 1849 Einwohnern (Stand 31. Dezember 2023) in der Provinz Campobasso, Region Molise.

## Geschichte
Die Gründung von Casacalenda geht zurück auf das 5. Jahrhundert vor Christus. Das Städtchen gewann Bedeutung während des zweiten punischen Krieges. Im Altertum führte sie den Namen KELENE. Obwohl diese Stadt in der römischen Zeit bedeutend war, sind kaum Notizen über ihre spätere Geschichte bekannt, bis auf wenige Dokumente, die ihre Lehnsherren betreffen. Aus der Baronenliste von König Wilhelm II. entnehmen wir, dass sich die Burg 1175 im Besitz von Giuliano di Castropignano befand. Später ging die Burg im Besitz von Giordano Siracusa (Familie Siracusa) „Jordanus de Siracusa miles tenet castra Casakalendae & Sancti Martini in terra laboris“. Seine Witwe Matthea de Casalchilenda verkaufte 1324 die Burg an Riccardo Caracciolo aus Capua. Später ging die Burg an die Herzöge di Sangro.
Nach dem Kriegseintritt Italiens im Juni 1940 errichtete das faschistische Regime in Casacalenda ein Internierungslager (campo di concentramento) für Frauen. Es befand sich mitten im Ortszentrum und bestand aus drei großen und neun kleinen Räumen verteilt auf zwei Stockwerken. Außer Engländerinnen, polnischen und deutschen Jüdinnen sowie Jugoslawinnen aus den von Italien besetzten und annektierten Gebieten befanden sich vereinzelt auch jüdische Frauen aus Italien im Lager. Am 8. September 1943 wurde das Lager geschlossen.

## Persönlichkeiten
- Carlo Montuori (1883–1968), Kameramann